# Monas

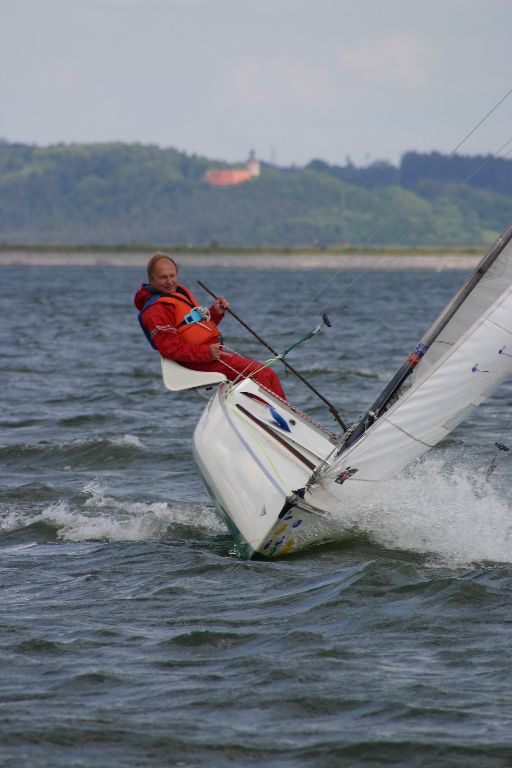
Ausreitsitz

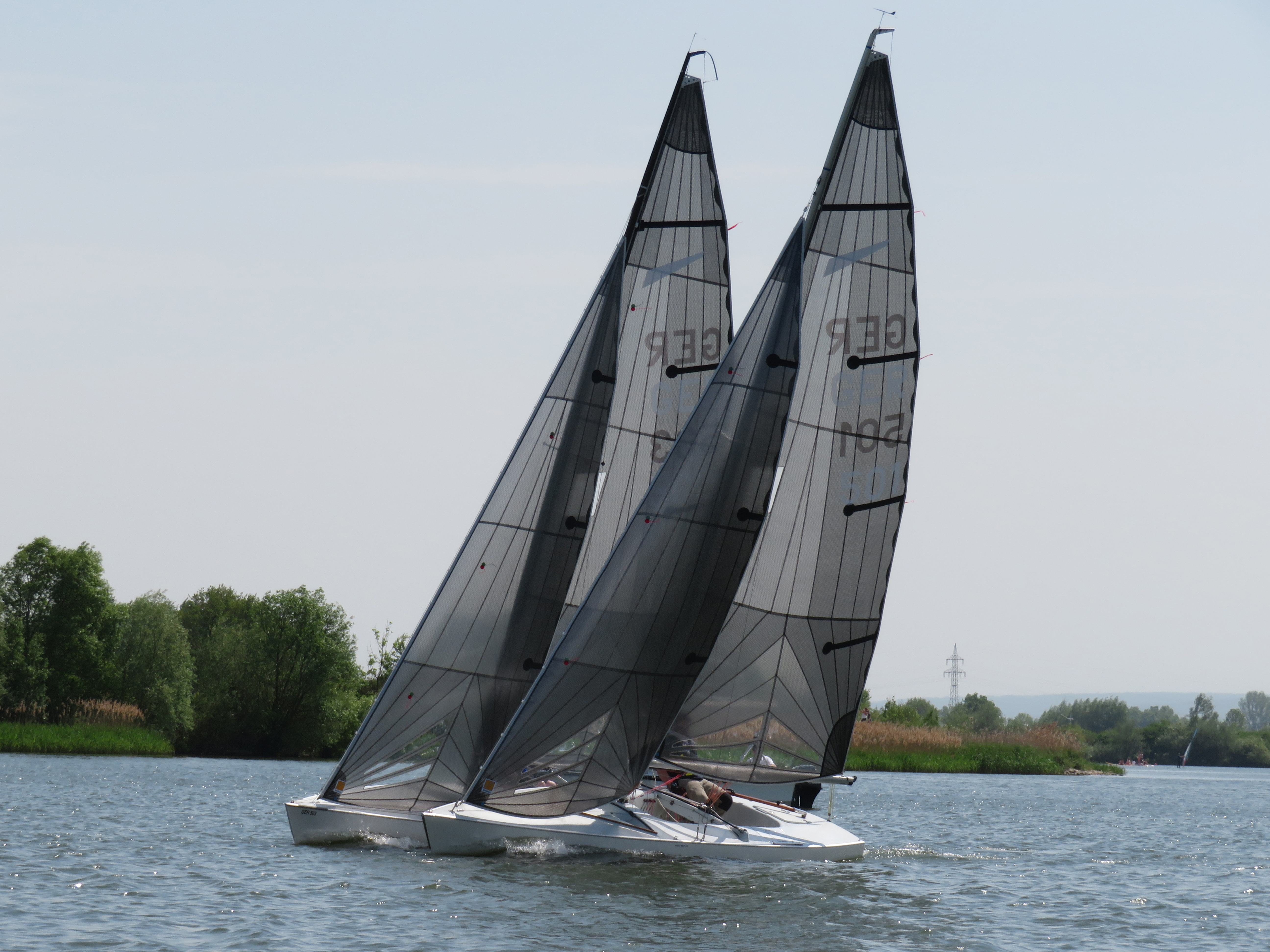
Monas am Wind

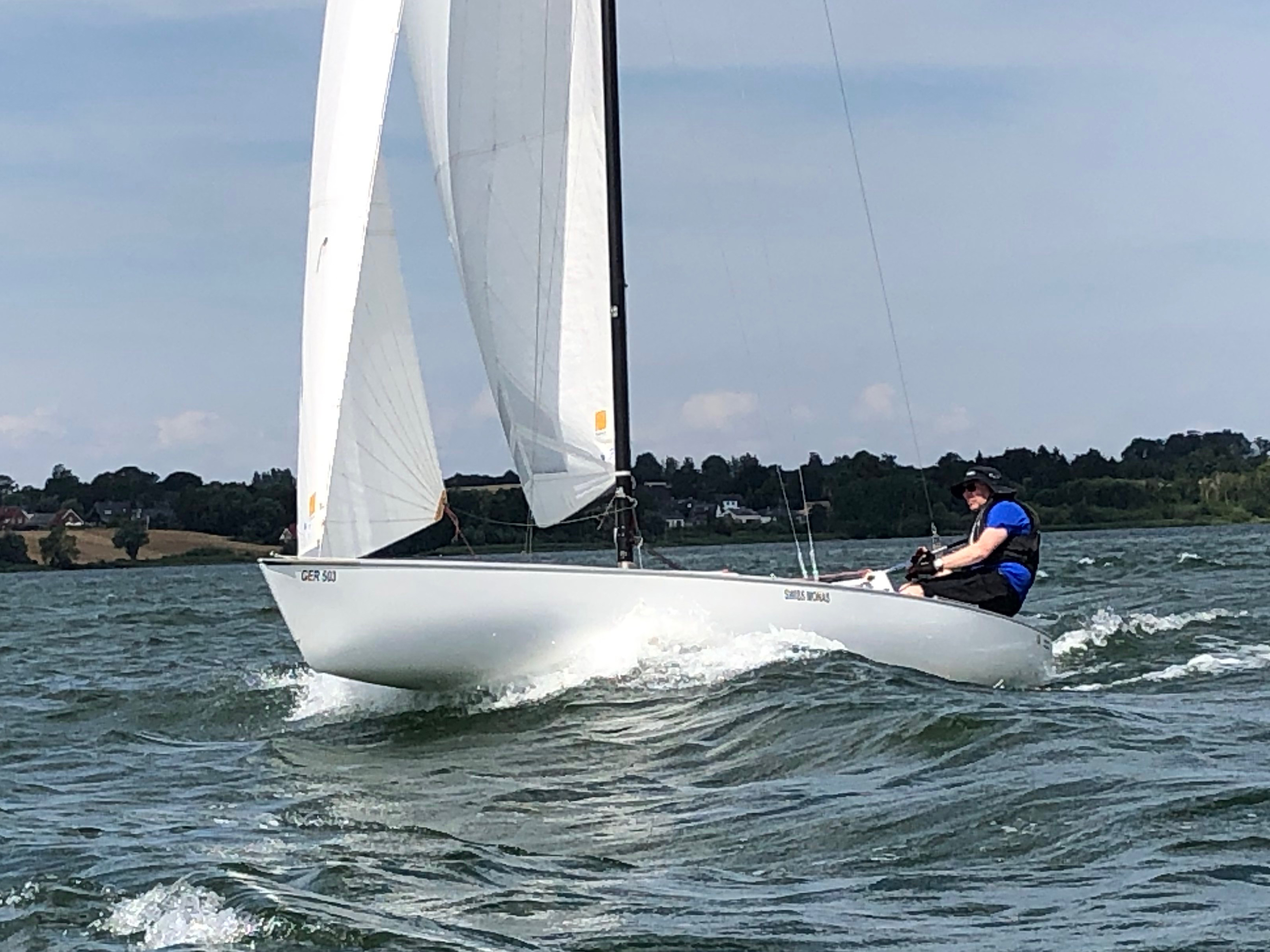
Gleiten bei halbem Wind

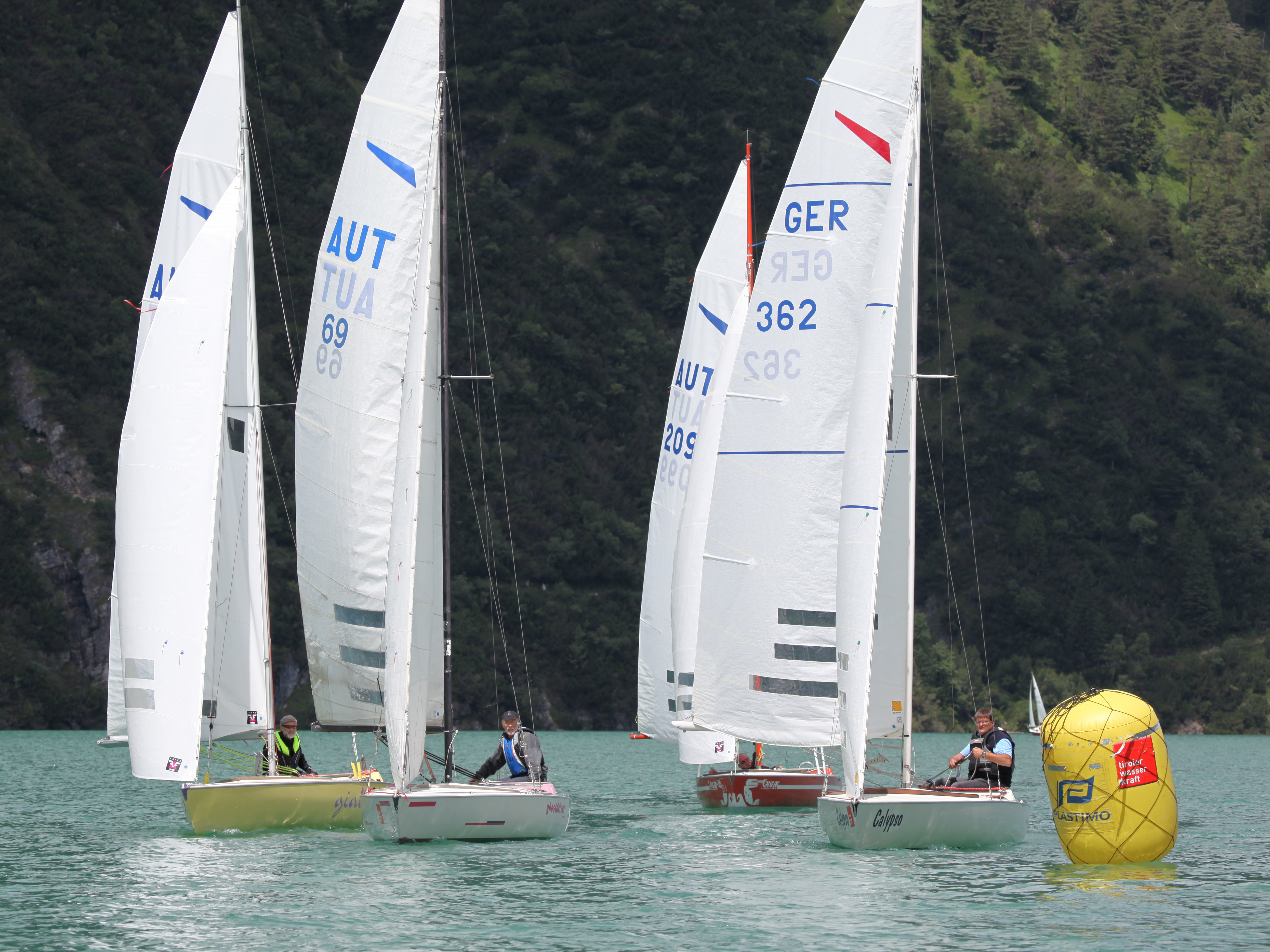
Vor dem Wind

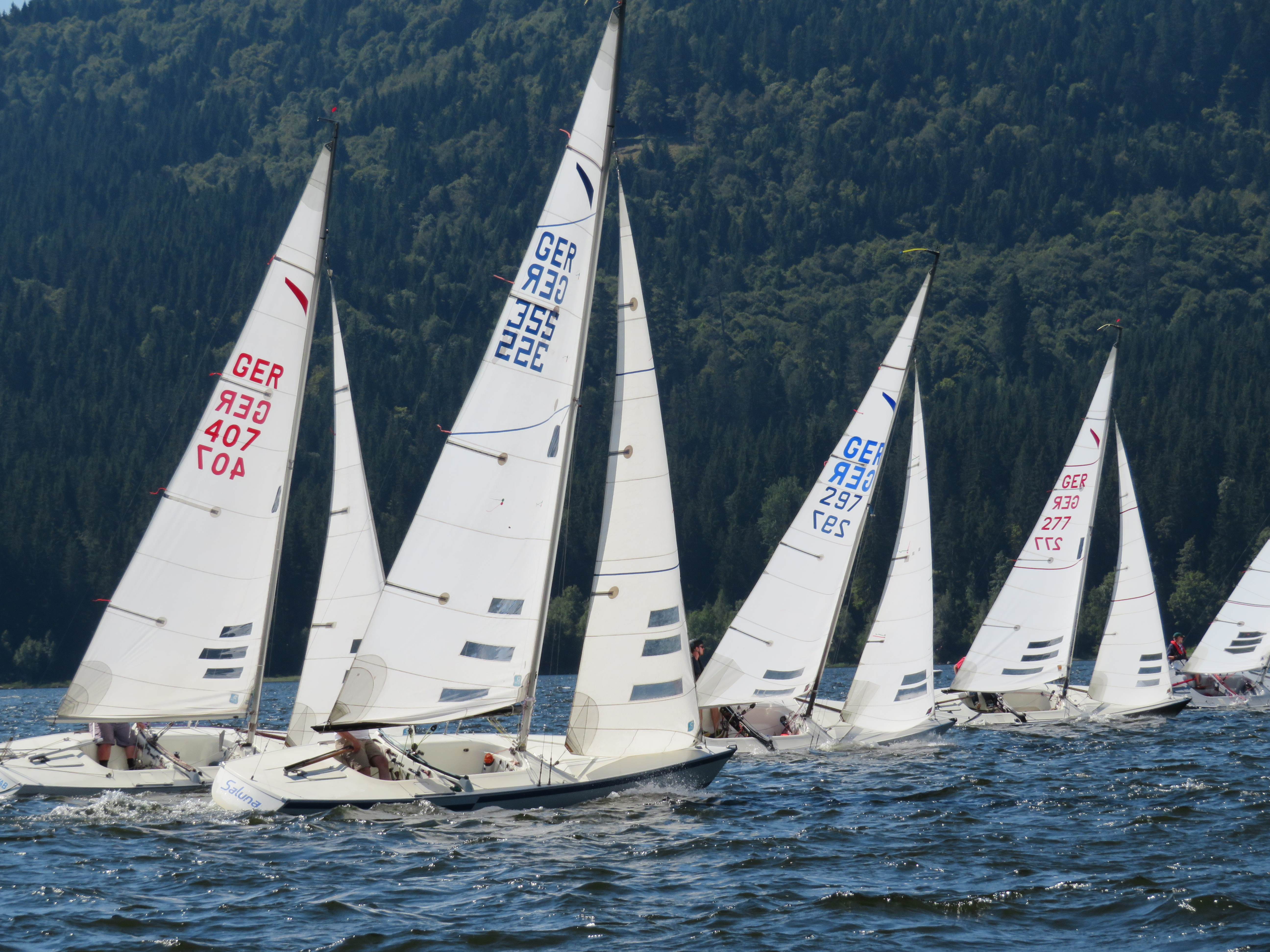
Regatta am Schluchsee

Die Monas ist ein offenes Einhand-Kielboot mit selbstwendender Fock und einem ausklappbaren Ausreitsitz. Alle Bedien- und Trimmeinrichtungen sind auf eine Person zugeschnitten.

## Geschichte
1974 konstruierte Helmuth Stöberl (der auch Dyas, Trias und Fighter entwickelt hat) die Monas – das erste offene Einhand-Kielboot mit selbstwendender Fock. Im April 1979 erkannte der Deutsche Seglerverband die Monas als sogenannte Eintypklasse an und im Januar 1985 als nationale Klasse.
Von 1975 bis 1980 wurde die Monas von der Klepper Werft in Rosenheim produziert und vertrieben. Die Firma Segelboot Bauer übernahm von Klepper zunächst die Monas in Lizenz (1980 bis 1983) und erwarb 1984 alle Bau- und Vertriebsrechte, Patente und Warenzeichen. Ab 1984 ließ Segelboot Bauer die Monas-Rümpfe in der Bootswerft Schiessel in Radolfzell fertigen. 1984 wurde die neue Monas C - competition vorgestellt. 1995 übergab Segelboot Bauer die Lizenz zur Herstellung der Monas an die Firma Bootsladen e.K. in Teningen-Rohrlache.
Nachdem lange Zeit keine neuen Monas-Segelboote auf den Markt gekommen waren, erwarb die Monas-Klassenvereinigung 2012 sowohl die Konstruktions- und Nutzungsrechte als auch das Patent und die Markenrechte der Monas, um diese zu sichern. Im selben Jahr startete Kurt Helbling, Bootsbau Jona, mit der Überarbeitung der Monas-Formen und dem Baubeginn einer Serie Swiss-Monas (GER 500 bis GER 505). Seit Januar 2020 wird die Monas One Design von der Davidswerft in Mölln gefertigt (GER 510 aufwärts).

## Beschreibung
Alle Bedien- und Trimmeinrichtungen der Monas sind konsequent auf Einhandsegeln zugeschnitten und sollen ein möglichst leichtes und sicheres Segeln gewährleisten. Das Boot kann aber auch von zwei Personen gesegelt werden. Durch ca. 50 % Ballastanteil ist die Monas sehr kentersicher und selbstaufrichtend. Das Cockpit ist selbstlenzend. Bei stärkerem Wind ermöglichen die beidseitig angebrachten, ausklappbaren Ausreitsitze, das Markenzeichen der Monas, ein rückenschonendes Ausreiten. Das Boot kann mit Mittelklasse-PKWs getrailert werden. Die Monas kann mit Genua, Spinnaker und einer Trapezeinrichtung nachgerüstet werden.

## Konstruktion

### Klepper Monas / Bauer Monas
Rumpfschale und Deck wurden im Handauflege-Verfahren aus glasfaserverstärktem Polyester (GFK) hergestellt und mit einem Profil verbunden. Sandwichbauweise (Sandwichkern: Hartschaum / gedarrtes Balsa-Hirnholz ab Monas C) verstärkt das gesamte Deck und den Unterwasserbereich der Schale. Zwischen Rumpf- und Deckschale befinden sich 650 Liter Auftriebskörper (Styroporblöcke) und garantieren Unsinkbarkeit im Fall einer Havarie.

### Swiss Monas / Monas One Design
Seit 2012 wird die MONAS im Vakuum-Infusionsverfahren gefertigt. Zwei Querschottwände und ein spezielles Spantensystem machen das Boot sehr verwindungssteif. Vier unabhängige Auftriebskammern und der Sandwichbau – geschlossenporiger Hartschaum zwischen dem Außen- und Innenlaminat – machen das Boot unsinkbar. Kiel und Ruder sind ab neuen Formen gefertigt. Ein aufklappbarer Mittelkanal/Schotkanal sorgt für Ordnung im Cockpit.

## Regatta und Wettfahrten
Auf vielen Seen in Deutschland und Österreich werden seit 1975 von den Segelvereinen Regatten für die Monas ausgerichtet. Es gibt eine aktive Rangliste mit neun Regatten auf unterschiedlichen Revieren. Im Rahmen einer Deutschen Bestenermittlung – ähnlich einer Deutschen Meisterschaft – wird jährlich der beste Segler ermittelt. Die Monas Euro-Challenge wird alle zwei Jahre gesegelt.

## Werften
- Klepper Werft, Rosenheim (1975–1980)
- Segelboot Bauer, Gundelfingen (1980–1995) und Bootladen e. K. Teningen (1995–2012 / Monas C; GER 320 bis GER 425)
- Helbling Bootbau, Jona (2012–2018 / Swiss Monas; GER 500 bis GER 505)
- Davidswerft, Mölln (2019 bis heute / Monas One Design; GER 510 aufwärts)